# RNF144A
RNF144A (англ. Ring finger protein 144A) – білок, який кодується однойменним геном, розташованим у людей на 2-й хромосомі. Довжина поліпептидного ланцюга білка становить 292 амінокислот, а молекулярна маса — 32 890.
| 10         |  | 20         |  | 30         |  | 40         |  | 50         |
| ---------- |  | ---------- |  | ---------- |  | ---------- |  | ---------- |
| MTTTRYRPTW |  | DLALDPLVSC |  | KLCLGEYPVE |  | QMTTIAQCQC |  | IFCTLCLKQY |
| VELLIKEGLE |  | TAISCPDAAC |  | PKQGHLQENE |  | IECMVAAEIM |  | QRYKKLQFER |
| EVLFDPCRTW |  | CPASTCQAVC |  | QLQDVGLQTP |  | QPVQCKACRM |  | EFCSTCKASW |
| HPGQGCPETM |  | PITFLPGETS |  | AAFKMEEDDA |  | PIKRCPKCKV |  | YIERDEGCAQ |
| MMCKNCKHAF |  | CWYCLESLDD |  | DFLLIHYDKG |  | PCRNKLGHSR |  | ASVIWHRTQV |
| VGIFAGFGLL |  | LLVASPFLLL |  | ATPFVLCCKC |  | KCSKGDDDPL |  | PT         |

A: Аланін

C: Цистеїн

D: Аспарагінова кислота

E: Глутамінова кислота

F: Фенілаланін

G: Гліцин

H: Гістидин

I: Ізолейцин

K: Лізин

L: Лейцин

M: Метіонін

N: Аспарагін

P: Пролін

Q: Глутамін

R: Аргінін

S: Серин

T: Треонін

V: Валін

W: Триптофан

Кодований геном білок за функцією належить до трансфераз. 
Задіяний у такому біологічному процесі, як убіквітинування білків. 
Білок має сайт для зв'язування з іонами металів, іоном цинку. 
Локалізований у клітинній мембрані, мембрані, цитоплазматичних везикулах.